# Escudo colonial de Hong Kong
El escudo de armas de la Colonia de Hong Kong fue adoptado el 21 de enero de 1959 y en el mes de julio de aquel año se incorporó a la bandera de la colonia. Estuvo vigente hasta el año 1997, cuando China recuperó su soberanía sobre Hong Kong y se aprobó el escudo actual.
La descripción heráldica o blasonamiento que tuvo el escudo colonial de Hong Kong es la siguiente:

De de plata ondeado en la punta de azur, dos juncos chinos afrontados de oro, al jefe bastillado de gules cargado de una corona naval de oro.
Al timbre un burelete de plata y azur sumado de león naciente de oro, linguado y armado de gules, coronado de la Corona de San Eduardo que es la corona real británica y sosteniendo una perla de plata, que es la cimera de la Colonia Británica de Hong Kong.
Por soportes, terrazados de sinople sobre un ondeado de azur y plata, en la diestra, un león rampante de oro, linguado y armado de gules, coronado de la Corona de de San Eduardo, en la siniestra un dragón chino rampante de oro, linguado y armado de gules. Por divisa, en una lista de plata o de oro cargada de "Hong Kong" de sable o de gules.

Los dos  juncos chinos, una embarcación tradicional de China, simbolizaron la importancia que tuvo el comercio para la economía de la colonia. La corona naval representó a la Armada Británica y a la marina mercante. El jefe bastillado, una pieza heráldica horizontal colocada en la parte superior del escudo y cuya parte inferior está recortada por almenas, fue un elemento que conmemoró la Batalla de Hong Kong que tuvo lugar durante la Segunda Guerra Mundial. 
El timbre heráldico se componía de un burelete, un adorno del yelmo, adornado con una cimera con la forma de león naciente (que se asoma) con la Corona de San Eduardo y sujetando una perla. La perla fue una alusión a la frase "La Perla de Oriente", usada para referirse a la Colonia de Hong Kong. El león es uno de los soportes del escudo de armas británico.
Los soportes que sostenían el escudo fueron el león británico, que también figuraba en el timbre, por el componente británico de la colonia y el dragón chino por el componente chino.

## Insignia colonial 1843-1959
La Colonia de Hong Kong contó con una insignia desde 1843 que fue reemplazada por el escudo colonial de 1959. En esta insignia aparecían representados en un muelle, tres mercaderes chinos junto a un cargamento apilado, delante de un junco chino y de otro navío. En versiones posteriores también figuraban, situadas en el fondo, las cumbres del territorio. En la parte superior de algunas de ellas también podía observarse el escudo de armas británico.

Insignia de la Colonia de Hong Kong (1876-1955)
Insignia de la Colonia de Hong Kong (1955-1959)